# Ахелой (город)
Ахело́й (болг. Ахелой) — город (с 2009 года) в Болгарии. Расположен на побережье Чёрного моря.
Находится в Бургасской области, входит в общину Поморие. Население составляет 2112 человек. Название от реки Ахелой (греч. Αχελώος), до 2009 года — село; до 1960 года — село называлось Чимово, до 1934 года — Чимос', основанное греческими византийскими переселенцами примерно спустя 150 лет после произошедшей на берегу реки Ахелой 20 августа 917 года крупнейшей битвы болгарского народа (Ахелойская битва). В 1100 годовщину Ахелойской битвы торжества в Ахелое посетил президент Республики Болгарии Румен Радев.

## Географическое положение
Центр города расположен в 10-15 минутах ходьбы от побережья с городским пляжем и пирсом для маломерных судов.
Через город проходит автомобильная дорога, до 2017 года соединявшая города Бургас и Варна, но единственный светофор в курортный период собирал многокилометровые пробки, и было решено построить объездную дорогу севернее города, ставшую частью европейской магистрали Е87.
На въезде в город со стороны Бургаса, Поморие и Каблешково стоит автозаправочная станция Лукойл, который владеет на территории Болгарии целой сетью автозаправочных станций, а также нефтеперерабатывающим комплексом в Бургасе. На выезде из города в сторону села Равда, города Несебр (болг. - Несебър) и популярного курортного комплекса Солнечный Берег (болг. - Слънчев Бряг) стоит автозаправочная станция EKO и магазин "Кожаное царство". Много лет стоит вопрос о завершении строительства исторического музея "Ахелойская панорама". 

## Современное развитие и строительство

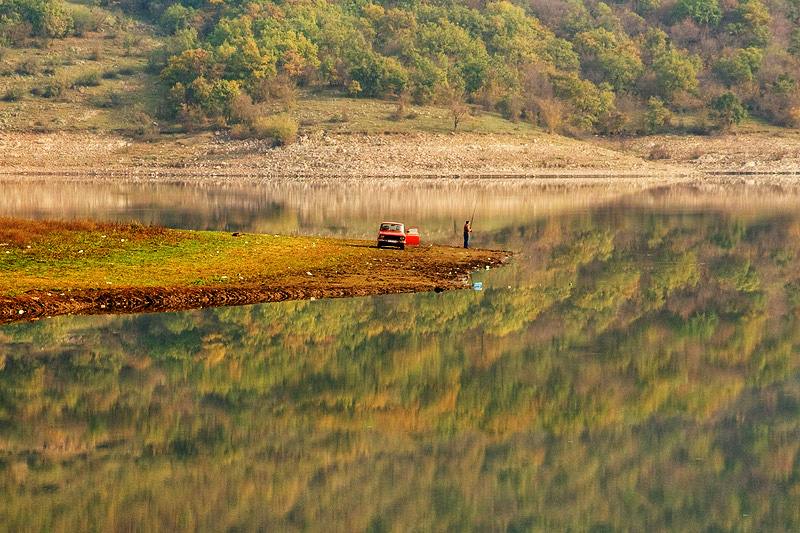
Водохранилище Ахелой близ города

Севернее города располагаются очистные сооружения и свинокомплекс, которые ранее серьёзно осложняли жизнь горожан и отдыхающих, но современные технологии решили эту проблему.
На побережье Чёрного моря в черте Ахелоя возведены и введены в эксплуатацию крупные комплексы апарт-отелей "Марина Кейп" и "Мидия Гранд Рессорт". Непосредственно в городе возведены три корпуса комплекса "Шато Ахелой". После долгой консервации продолжено строительство Aheloy Palace.

## Политическая ситуация
В местном кметстве Ахелой, в состав которого входит Ахелой, должность кмета (старосты) исполняет Иван Георгиев Георгиев (политический клуб «Фракия») по результатам выборов.
Кмет (мэр) общины Поморие — Иван Алексиев.

### Карты
- Печатная карта города